# Saeed Al-Kathiri
Saeed Al-Kathiri (en árabe: سعيد الكثيري‎; Abu Dabi, Emiratos Árabes Unidos; 28 de marzo de 1988) es un futbolista de los Emiratos Árabes Unidos que juega las posiciines de delantero centro y extremo con el Al-Dhafra de la UAE Pro League.

## Carrera

### Club
| Periodo   | Club        |
| --------- | ----------- |
| 2006–2014 | Al Wahda FC |
| 2014–2015 | Al Wasl FC  |
| 2015–2017 | Al-Ain FC   |
| 2017–     | Al-Dhafra   |

### Selección nacional
Jugó para Emiratos Árabes Unidos en 21 ocasiones de 2010 a 2016 y anotó tres goles; participó en dos ediciones de la Copa Asiática y en dos ediciones de los Juegos Asiáticos.

## Logros

### Club
- UAE Pro League (1): 2009-10
- Supercopa de los Emiratos Árabes Unidos (2): 2011, 2015

### Selección nacional
- Copa de Naciones del Golfo (1): 2013